# Glenn Branca
Pour les articles homonymes, voir Branca.
Glenn Gilbert Branca, né le 6 octobre 1948 à Harrisburg (Pennsylvanie) et mort le 13 mai 2018 à New York (État de New York), est un compositeur et guitariste américain d'avant-garde. Il est considéré comme une icône du mouvement no wave.

## Biographie
Dès son jeune âge, Glenn Branca s'intéresse aux comédies musicales, aux Kinks et à Olivier Messiaen. Il crée ses premières pièces de musique concrète avec des magnétophones. Plus tard, il fréquente le York College (en), mais déménage rapidement à Boston. Glenn Branca étudie l'art performance à l'Emerson College et vit une courte période à Londres. De retour à Boston en 1974, il fonde le groupe de théâtre expérimental Bastard Theater.
Glenn Branca s'installe finalement à New York en 1976, où il restera jusqu'à sa mort. C'est ici qu'il rencontre Jeffrey Lohn avec qui il collabore dans le duo Theoretical Girls. Tous deux sont rejoints peu après par le  batteur Wharton Tiers et la claviériste Margaret De Wys et se produisent dans des salles de spectacle new-yorkaises telles que le Franklin Furnace Archive (en), le Kitchen et le CBGB.
Après cela il fonde The Static en 1978 aux côtés de Barbara Ess et Christine Hahn, avec lesquelles il jouaient déjà ensemble dans le groupe Daily Life,, puis finalement le Glenn Branca Ensemble, composé à l'époque de quatre guitares, une guitare basse et des percussions. 
En 1977 un ami de Glenn Branca, Rhys Chatham, commença à jouer Guitar Trio à Manhattan avec lui et Nina Canal (du groupe Ut). De la même manière, les membres de Sonic Youth, groupe noise rock new-yorkais, débutèrent dans les formations de Glenn Branca aussi bien que de Chatham. Après Guitar Trio la composition de groupe de Glenn Branca évolua au fil des années avec l'ajout de nouveaux instruments (claviers, percussions) et l'augmentation du nombre de guitares jusqu'à huit. Durant cette période, de futurs musiciens de Swans, de Helmet et de Sonic Youth (Thurston Moore et Lee Ranaldo) participent à l'ensemble. Glenn Branca a poursuivi le travail avec son Ensemble jusqu'à sa mort, mais a également composé pour orchestre symphonique, et le 13 juin 2001, il a présenté au World Trade Center (New York) une composition pour cent guitares : Hallucination City - Symphony for 100 Guitars.

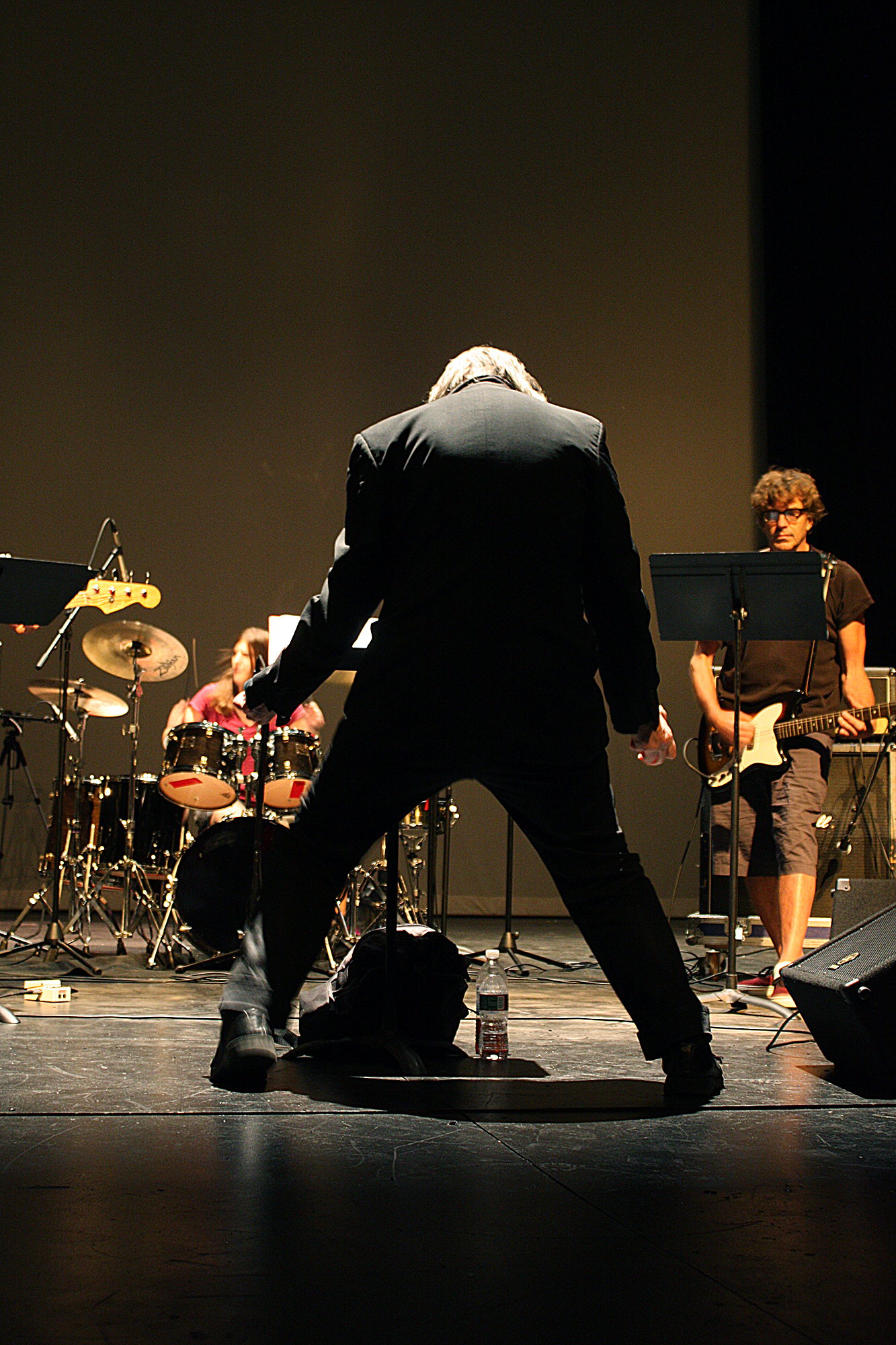
Glenn Branca dirigeant The Glenn Branca Ensemble en 2012 à Washington, D.C.

La musique de Branca est difficile à classer : parfois qualifiée d'industrielle, de cacophonique, elle utilise de manière importante les micro-intervalles et la théorie de Harry Partch. Branca utilise généralement des guitares préparées.

## Discographie
- Lesson nº 1 For Electric Guitar (99 Records, 1980)
- The Ascension (99 Records, 1981)
- Who Are You Staring At? with John Giorno (GPS, 1982)
- Chicago 82 - A Dip In The Lake (Crepuscule, 1983)
- Symphony nº 3 (Gloria) (Atavistic, 1983)
- Symphony nº 1 (Tonal Plexus) (ROIR, 1983)
- The Belly of an Architect [Soundtrack] (contribution)(Crepuscule, 1987)
- Symphony nº 6 (Devil Choirs At The Gates Of Heaven) (Atavistic, 1989)
- Symphony nº 2 (The Peak of the Sacred) (Atavistic, 1992)
- The World Upside Down (Crepuscule, 1992)
- The Mysteries (Symphonies nº 8 & nº 10) (Atavistic, 1994)
- Century XXI USA 2-Electric/Acoustic (New Tone, 1994)
- Symphony nº 9 (L'eve Future) (Point, 1995)
- Just Another Asshole (Atavistic, 1995)
- Songs '77-'79 (Atavistic, 1996)
- Symphony nº 5 (Describing Planes of an Expanding Hypersphere) (Atavistic, 1999)
- Empty Blue (In Between, 2000)
- Renegade Heaven (Cantaloupe, 2000)
- The Mothman Prophecies [Soundtrack] (contribution) (Lakeshore Records, 2002)
- The Ascension: The Sequel (Systems Neutralizers, 2010)
- Symphony No. 7 (Graz) (Systems Neutralizers, 2011)
- Symphony No. 13 (Hallucination City) For 100 guitars (Atavistic, 2015)
- The Third Ascension (Systems Neutralizers, 2019)

## Vidéographie
- Branca Ensemble : Symphonies nos  8 & 10 - Live at The Kitchen (Live, 1995).